# Greensboro, North Carolina
Greensboro là một thành phố ở tiểu bang Bắc Carolina, Hoa Kỳ. Đây là thành phố lớn thứ 2 ở Bắc Carolina và là thành phố lớn nhất ở quận Guilford và vùng đô thị Piedmont Triad. Tính đến năm 2009, dân số thành phố ước tính vào khoảng 257.997.

## Liên kết
- Greensboro101 Lưu trữ ngày 23 tháng 9 năm 2010 tại Wayback Machine
- Official website of Greensboro, NC Lưu trữ ngày 7 tháng 7 năm 2020 tại Wayback Machine
- Greensboro Area Convention & Visitors Bureau Lưu trữ ngày 5 tháng 4 năm 2004 tại Wayback Machine